# Clarissa Ward
Clarissa Ward (nascida em 31 de janeiro de 1980)  é uma jornalista de televisão britânica-americana, que atualmente é correspondente internacional chefe da CNN. Ela estava com a CBS News, com sede em Londres. Antes de sua posição na CBS News, Ward era uma correspondente de notícias em Moscou para os programas da ABC News.

## Juventude
Ward nasceu em Londres, filho de pai britânico e mãe americana. Ela cresceu em Londres e Nova York e frequentou os internatos Godstowe e Wycombe Abbey na Inglaterra. Ela se formou na Universidade de Yale em 2002 e possui um doutorado honorário em letras pelo Middlebury College.

## Carreira

### Início de carreira
Ward começou sua carreira como assistente de mesa noturna na Fox News em 2003. De 2004 a 2005, Ward foi editor da Fox News em Nova York . Ela trabalhou no escritório internacional coordenando a cobertura de histórias como a captura de Saddam Hussein, o tsunami no Oceano Índico em 2004 e as mortes de Yasser Arafat e do Papa João Paulo II. Em 2006, Ward trabalhou como produtora de campo para a Fox News. Ela produziu a cobertura da guerra israelo-libanesa de 2006, o sequestro de Gilad Shalit e a subsequente ação militar israelense na Faixa de Gaza, o julgamento de Saddam Hussein e o referendo constitucional iraquiano de 2005.
Antes de outubro de 2007, Ward estava baseada em Beirute e trabalhou como correspondente da Fox News. Ela cobriu a execução de Saddam Hussein, o aumento das tropas da Guerra do Iraque em 2007, os distúrbios da Universidade Árabe de Beirute e os atentados de Bikfaya em 2007. Ela conduziu entrevistas com figuras notáveis como o Gen. David Petraeus, o vice-primeiro-ministro iraquiano Barham Salih e o presidente libanês Emile Lahoud. Ela também passou um tempo integrada com os militares dos EUA no Iraque, principalmente em Baqubah.

### ABC News
De outubro de 2007 a outubro de 2010, Ward foi correspondente da ABC News baseada em Moscou. 

### CBS News
A carreira de Ward na CBS começou como correspondente de notícias estrangeiras da rede em outubro de 2011. Ela foi uma colaboradora do 60 Minutes e serviu como âncora de preenchimento na CBS This Morning a partir de janeiro de 2014.

### CNN
Em 21 de setembro de 2015, a CNN anunciou que Ward estava se juntando à rede e relatando para todas as plataformas da CNN, e permaneceria com sede em Londres. Com mais de uma década como correspondente de guerra, em 8 de agosto de 2016, ela falou em uma reunião do Conselho de Segurança das Nações Unidas sobre a situação em Aleppo devastada pela guerra civil.
Em julho de 2018, a CNN nomeou Ward seu principal correspondente internacional, sucedendo Christiane Amanpour. Em 2019, ela se tornou uma das primeiras jornalistas ocidentais a relatar a vida em áreas controladas pelo Talibã no Afeganistão. Em agosto de 2020, surgiram relatos de que Ward e sua equipe estavam sob vigilância enquanto estavam na República Centro-Africana em maio de 2019.
Em dezembro de 2020, em uma investigação conjunta do The Insider e da Bellingcat em cooperação com a CNN e o Der Spiegel, ela relatou como os membros do Serviço Federal de Segurança da Rússia (FSB) perseguiram Alexei Navalny por anos, inclusive pouco antes de seu envenenamento em agosto de 2020. A investigação detalhou uma unidade especial do FSB especializada em substâncias químicas e os investigadores rastrearam membros da unidade usando dados de telecomunicações e viagens.
Em fevereiro de 2022, a CNN enviou Ward, inicialmente, para a cidade de Kharkiv para cobrir os primeiros movimentos da invasão russa na Ucrânia. Após os primeiros dias de guerra, ela foi transferida para Kiev, onde se envolveu em uma série de relatórios de guerra sobre o avanço das tropas russas e a fuga de refugiados ucranianos para longe dos ataques da artilharia russa. Ela também foi uma das primeiras jornalistas a dar informações sobre a situação humanitária de crianças e civis feridos em hospitais ucranianos em meio ao conflito em curso.